# 芝生町 (小松島市)
芝生町（しぼうちょう）は、徳島県小松島市の町名。郵便番号は773-0009。

## 地理
小松島市の北西部中央寄りに位置する。芝生山麓にあって南は田野町に接し、西南部は芝生山地に囲まれており、北は芝生川を境として日開野町と相対している。
芝生山地の東部および北部の山麓微高地に集落が発達し、集落の北部と南部は水田地帯が広く展開している。集落の中央を旧土佐街道（現徳島県道136号宮倉徳島線）が南北に走って立江町に通じている。産業は主として農業で、米作のほか、ミカンおよびタケノコが生産されている。
弁慶の岩屋は横穴式古墳で県史跡、また、旗山は文治元年2月、治承・寿永の乱の時、源義経が摂津の渡辺の浜から荒海を渡海して屋島に向かう途次、小松島に上陸し、源氏の兵を集結するための目的として、白旗を掲げたところといわれている。

### 河川

芝生川

- 芝生川

### 山岳
- 旗山

### 小字
| - 赤石 - 網干 - 内開 - 萱久保 | - 西居屋敷 - 西浦 - 狭間 - 花谷 | - 東居屋敷 - 宮ノ後 - 宮ノ前 - 横須 |  |

## 歴史

### 芝生村
芝生村は江戸期から町村制が施行された（明治22年）にかけて勝浦郡に存在した村。徳島藩領。明治4年に徳島県、同年に名東県、明治9年に高知県を経て明治13年に再び徳島県に所属。

### 芝生
芝生は明治22年から昭和32年にかけて存在した大字名。はじめ小松島村、明治40年より小松島町、昭和26年からは小松島市の大字となる。
土佐街道に沿って集落が形成され、農業が主として行われている。水田による米作が卓越し、温州ミカン・タケノコも生産され、大正期から肥料および穀物用として莚・叺の生産が行われた。

### 芝生町
昭和32年より名称が芝生町となる。昭和45年に一部が横須町となり、現在に至る。

## 世帯数と人口
2022年（令和4年）7月31日現在の世帯数と人口は以下の通りである。
| 町丁   | 世帯数  | 人口    |
| ------ | ------- | ------- |
| 芝生町 | 547世帯 | 1,306人 |

## 小・中学校の学区
市立小・中学校に通う場合、学区は以下の通りとなる。
| 番地                       | 小学校                   | 中学校                 |
| -------------------------- | ------------------------ | ---------------------- |
| 全域（横須・網干を除く。） | 小松島市立芝田小学校     | 小松島市立小松島中学校 |
| 網干、横須                 | 小松島市立南小松島小学校 | 小松島市立小松島中学校 |

## 交通

### 道路
国道
- 国道55号（徳島南バイパス）

都道府県道
- 徳島県道136号宮倉徳島線

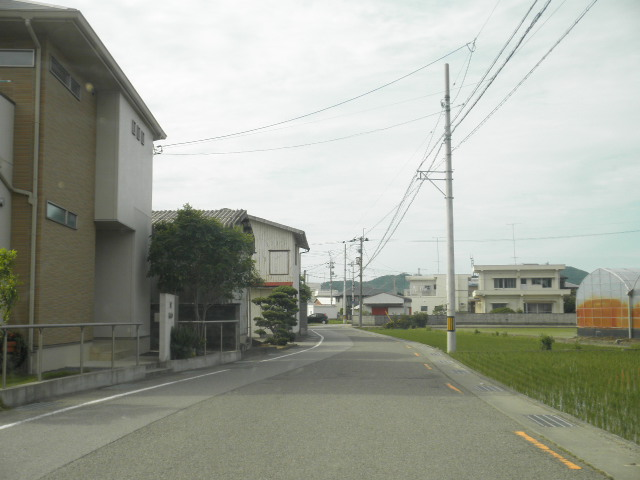
徳島県道136号宮倉徳島線 宮ノ後

## 施設

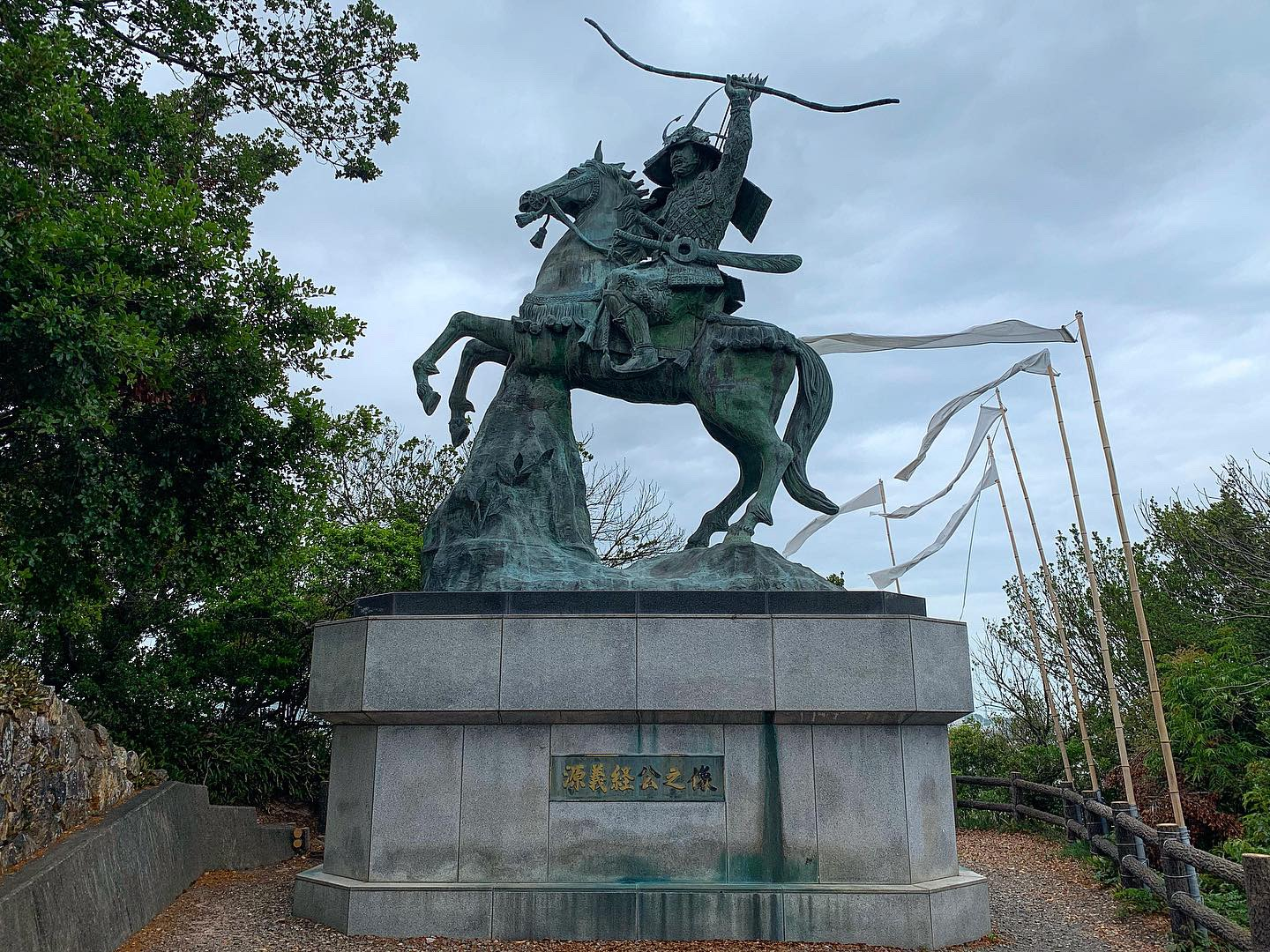
旗山の源義経像。騎馬像としては日本最大。

- 弁慶の岩屋

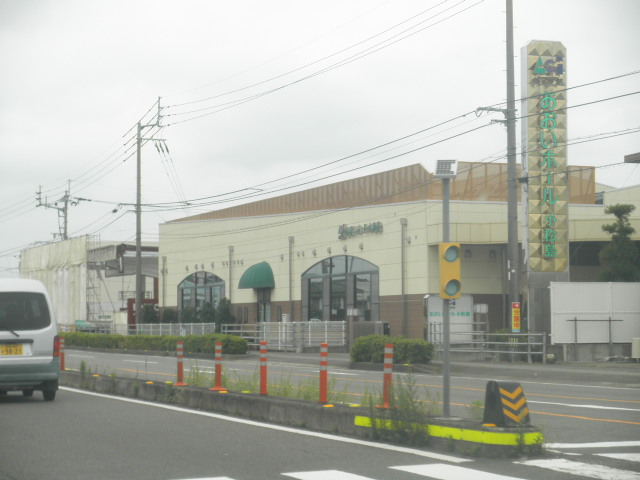
イマデヤあおいホール小松島

- イマデヤあおいホール小松島